# Oulchy-le-Château
Oulchy-le-Château är en kommun i departementet Aisne i regionen Hauts-de-France i norra Frankrike. Kommunen ligger  i kantonen Oulchy-le-Château som ligger i arrondissementet Soissons. År 2022 hade Oulchy-le-Château 811 invånare.

## Befolkningsutveckling
Antalet invånare i kommunen Oulchy-le-Château
Referens: INSEE